# Imperium (настольная игра)
Imperium (рус. Империум) — это настольный варгейм в научно-фантастическом сеттинге, разработанный Марком Миллером (англ. Marc W. Miller) и опубликованная в 1977 году компанией Conflict Game и Game Designers' Workshop (GDW). Игра имеет асимметричный игровой процесс, стороны конфликта обладают своим уникальный набор ограничений. Игра была выпущена в картонной коробке с изображением космического сражения на внешней стороне. Она включал в себя картонную складную карту региона галактики Млечный Путь, набор правил и диаграмм, а также 352 картонные фишки, представляющих различные космические корабли, наземные подразделения, маркеры состояний и шестигранный кубик.

## Описание
Империум — это военная стратегическая игра для двух игроков, имитирующая серию конфликтов между Земной Конфедерацией и огромной древней инопланетной империей — Империумом. Солнце и близлежащие звезды находятся на дальнем рубеже этой инопланетной космической цивилизации, земляне борются против могущественного государства за выживание и расширение. В то время как игрок за землян контролирует всю армию Конфедерации, игрок за Империум представляет губернатора провинции низкого ранга, который вынужден обращаться к центральному правительству с просьбой о подкреплениях и зависит от его решений.
Империум изначально имел самостоятельный сеттинг, хотя GDW опубликовали Traveller в том же году (1977), но Traveller в период первого издания был системой для ролевых приключений в общем научно-фантастическом сеттинге, без определенного фона. Однако, после того как GDW компания выпустила книгу дополнений Третий Империум (англ. Third Imperium) в качестве стандартного сеттинга для Traveller, события описанные в игре Империум были перенесена в историю вымышленной вселенной Traveller в качестве Первой Межзвездной войны, первой в череде многих войн, приведших к свержению Великой Звездной Империи Вилани (Ziru Sirka) Земной Конфедерацией и установлению Правления Человека.
На раскладной карте изображена близлежащая Солнечной системе область галактики, которая включает важные звездные системы, а также маршруты гиперпространственных переходов между ними. Этот сектор образует единую провинцию в составе Империума. Карта напечатана на темном фоне и размечена сеткой. По краям карты расположены дорожки (трэки) для подсчёта игровых ходов и ресурсов. На карте изображены такие известные звезды, как Альфа Центавра, Процион, Сириус, Эпсилон Индейца и Альтаир, а также множество звёзд с более экзотическими названиями (в основном взятыми из шумерского языка). Только у дюжины звезд есть обитаемые планеты, хотя у многих есть планетарные системы с мирами на которых можно создавать аванпосты.
В игре представлены различные типы кораблей, от небольших разведчиков и истребителей до мощных линкоров. Фишки кораблей синие для землян и красные для Империума. На каждой фишке отображен набор показателей и силуэт корабля. Для кораблей предусмотрено два типа оружия: лучевое и ракетное. Лучевое оружие предназначено для боя на ближней дистанции, в то время как ракеты лучше всего использовать на дальней дистанции или для бомбардировки планет. Лучевое оружие несколько эффективнее, но ракеты начинают стрелять раньше. Очки щита отражают способность корабля держать урон. В игре доступны следующие типы кораблей: корабли-разведчики, эсминцы; несколько различных типов крейсеров, дредноутов и линкоров; стационарные наблюдательные и оборонительные платформы, ракетные катера и «материнские корабли» (авианосцы) с эскадрильями истребителей; транспортные суда и танкеры. Некоторые корабли могут совершать гипер-прыжки (обозначаются чёрным силуэтом на фишке), в то время как другие ограничены перемещением в обычном пространстве.
Корабли противоборствующих сторон значительно отличаются друг от друга. Земляне, как правило, имеют более сильные корабли и преимущество в лучевом вооружении, в то время как Империум предпочитает ракеты. Малые земные корабли вооружены преимущественно лучевым оружием, а малые имперские корабли более сбалансированы. Более крупные земные корабли обладают сбалансированным набором вооружения, а большинство крупных кораблей Империума имеют мощное ракетное вооружение. Но есть исключения — обе стороны могут строить ударные крейсера с ракетными вооружением, и у каждой стороны есть по крайней мере один уникальный тип корабля: земляне могут строить более дешевые ракетные катера, в то время как Империум может строить тяжелые ударные крейсера.

## Отзывы
В выпуске Space Gamer за январь-февраль 1978 года (№ 15) Тони Уотсон дал игре положительную рекомендацию, сказав: «Империум объединяет множество общих тем научной фантастики и связывает их с отличной и интригующей игровой системой, которая помещает обоих игроков в уникальную ситуацию с уникальными возможностями реагировать на эту ситуацию. Простота игры делает игровой процесс приятным. Я предсказываю, что это она станет классикой».